# Herbicidresistens
Herbicidresistens er resistens mod sprøjtemidler mod ukrudt, herbicider. Det er en nedarvet egenskab, der forekommer naturligt i nogle få planter af en art som et resultat af tilfældige og sjældne mutationer. Herbicidresistens kan også tilføres nytteplanter ved genetisk manipulation med den hensigt at udnytte et sprøjtemiddel til at bekæmpe ukrudt. 
Efter introduktionen af GMO-afgrøder, der er resistente mod herbicider, plages det moderne landbrug af ’’superukrudt’’ som følge af brugen af herbicider.  GMO-afgrøder, der er resistente mod glyphosat, Roundup betegnes "RR-afgrøder" efter Roundup ready. Specielt i Australien og USA har man konstateret spredning af herbicidresistent ukrudt.
I Danmark er man også opmærksom på fremkomsten af "superukrudt". I 2012 var der registreret 8 arter herbicidresistent ukrudt i Danmark, deraf to arter af multiresistent ukrudt (dvs. resistent mod to forskellige typer af herbicider).

## Resistensens mekanisme
Ved gentagen brug af et sprøjtemiddel fremelskes resistente planter, fordi de ikke længere har den naturlige konkurrence fra modtagelige planter. Det gælder både den resistente afgrøde og det resistente ukrudt. Gennem selektion, hvor sprøjtemidlet udgør selektionstrykket, slås de modtagelige planter ned, mens de resistente planter overlever for at sætte frø uden konkurrence fra de modtagelige planter. De resistente planter vil til sidst være de dominerende planter. Derved udvælges en bestand af ’’superukrudt’’. Ligesom andre former for resistens, følger herbicidresistensen den biologiske evolutions hovedregel: "Survival of the fittest".

## Eksterne links og referencer
1. ↑  "Herbicide Resistance: Definition and Management Strategies. 2000" (PDF). Arkiveret fra originalen (PDF) 28. juni 2015. Hentet 11. juni 2015.
2. ↑  Herbicide Resistance: Toward an Understanding of Resistance Development and the Impact of Herbicide-Resistant Crops. Weed Science 2012 Special Issue (Webside ikke længere tilgængelig)
3. ↑  Weed Biology and Ecology. Introduction to the Special Issue of Weed Science on Herbicide Resistance Management (Webside ikke længere tilgængelig)
4. ↑  Herbicide Resistance Action Committee (HRAC). 2015
5. ↑  Grains Research and Development Corporation teams up with global chemical giant to fight weeds and herbicide resistance. ABC Rural 2015
6. ↑  International Survey of Herbicide Resistant Weeds
7. ↑  "HERBICIDRESISTENT GRAESUKRUDT" (PDF). Arkiveret fra originalen (PDF) 12. juni 2015. Hentet 11. juni 2015.
8. ↑  "Glyphosat-resistens - nu og i fremtiden. LandbrugsInfo SEGES 2007". Arkiveret fra originalen 12. juni 2015. Hentet 11. juni 2015.
9. ↑  ""Superukrudt" - en naturlig følge af GMO. Økologisk Landsforening 2013". Arkiveret fra originalen 12. juni 2015. Hentet 11. juni 2015.
10. ↑  Herbicide resistant weeds in Denmark. Weed Science